# Rose Royce
Rose Royce är ett amerikanskt soul och R&B-band. Rose Royce var ett populärt band på 1970-talet. Deras största hit var Car Wash från 1976. Låten blev listetta på Billboard Hot 100 i USA och tog sig till nionde plats på UK Singles Chart. Låten blev känd igen 2004 när Christina Aguilera och Missy Elliott gjorde en cover på den. Gruppen fick även en hit med I Wanna Get Next to You som tog sig till tionde plats på Billboard Hot 100 i USA och fjortonde på UK Singles Chart. Gruppen var mer populär i Storbritannien efter I Wanna Get Next to You. De hade inga fler hits på Billboard Hot 100 men var populära på R&B listan i USA. Gruppen fick efter I Wanna Get Next to You hits som Wishing on a Star, Love Don't Live Here Anymore och Is It Love You're After i Storbritannien. Efter det fick gruppen inte fler hits.

## Medlemmar
Nuvarande medlemmar
- Kenny Copeland - sång, trumpet (1973-idag)
- Freddie Dunn - trumpet (1973-idag)
- Michael Moore - saxofon (1973-idag)
- Lequeint "Duke" Jobe - bas (1973-idag)
- Henry Garner - trummor (1973-idag)
- Richie Benson (1980-idag)
- Walter McKinney - gitarr (1981-idag)
- Wah Wah Watson gitarr (1981-idag)
- Michael Nash - keyboard (1981-idag)

Tidigare medlemmar
- Kenji Brown - gitarr (1973-1981)
- Victor Nix - keyboard (1973 -1981)
- Terral Santiel - trummor (1973-1981)
- Gwen Dickey (alias Rose Norwalt) - sång (1976-1980)

## Diskografi
Studioalbum
- 1976 - Car Wash: Original Motion Picture Soundtrack
- 1977 - Rose Royce II: In Full Bloom
- 1978 - Rose Royce III: Strikes Again!
- 1979 - Rose Royce IV: Rainbow Connection
- 1981 - Golden Touch
- 1981 - Jump Street
- 1982 - Stronger Than Ever
- 1984 - Music Magic
- 1985 - The Show Must Go On
- 1986 - Fresh Cut
- 1989 - Perfect Lover

Singlar (urval)
- 1976 - Car Wash (US #1, US R&B #1)
- 1977 - I Wanna Get Next to You (US #10, US R&B #3)
- 1977 - I'm Going Down (US #70, US R&B #10)
- 1977 - Do Your Dance (Part 1) (US #39, US R&B #4	)
- 1977 - Ooh Boy (US #72, US R&B #3	)
- 1978 - I'm in Love (And I Love the Feeling) (US R&B #5)
- 1978 - Love Don't Live Here Anymore (US #32, US R&B #5)